# Boskamp (Pays-Bas)
Pour les articles homonymes, voir Boskamp.
Boskamp est un village situé dans la commune néerlandaise d'Olst-Wijhe, dans la province d'Overijssel. Le 1er janvier 2006, le village comptait 1 150 habitants.